# Núvol de Hills

Imatge artística del núvol de Öort, el Núvol i Hills i el Cinturó de Kuiper.

El núvol de Hills, també anomenat núvol d'Oort interior i núvol Interior és, en astronomia, un vast i esfèric cos hipotètic interior en la Núvol d'Oort, la vora exterior del qual es localitza a una distància de 2 a 3×104 ua del Sol, i la vora interior del qual, no tan definit, està hipotèticament localitzat dins les 100 i les 3000 ua, molt més enllà de planetes i òrbites d'objectes del cinturó de Kuiper, però les distàncies podrien ser molt majors. Si existeix, el núvol de Hills conté aproximadament 5 vegades més cometes que el núvol d'Oort.
Els cometes del Núvol d'Oort estan contínuament pertorbats pel seu entorn. Un percentatge important deixa el sistema solar o s'endinsa en el sistema intern. Per tant, s'hauria d'haver esgotat el nombre de cometes fa molt temps, però no és així. La teoria del Núvol de Hills fa referència a la longevitat del núvol d'Oort, en postular una zona densament poblada a la regió interior d'Oort. Els objectes projectats del Núvol de Hills és probable que acabin a la regió clàssica del núvol d'Oort, mantenint així el núvol. És probable que el núvol de Hills sigui la major concentració de cometes en tot el sistema solar.
L'existència del núvol de Hills és plausible, ja que s'han trobat molts cossos. Seria més gruixuda que el Núvol d'Oort
 però molt més petita. La interacció gravitacional amb els cometes més propers i els efectes de marea de la galàxia han donat òrbites circulars als cometes en el núvol d'Oort, que no es veu en el cas dels cometes en el núvol de Hills. La massa total del núvol de Hills és desconeguda, alguns científics creuen que seria més massiva que el Núvol d'Oort.

## Formació
Molts científics pensen que el núvol de Hills va néixer d'una estreta trobada (800 ua) entre el Sol, i una altra estrella dins dels primers 800 milions d'anys del sistema solar, la qual cosa podria explicar l'òrbita excèntrica de Sedna, que no hauria d'estar on està, sense influència de Júpiter, ni de Neptú, ni dels efectes de marea. És possible que el núvol de Hills sigui "més jove" que el núvol d'Oort. Només Sedna té irregularitats, per 2000 OO67 i 2006 SQ372, aquesta teoria no sembla necessària, ja que tots dos orbiten prop dels gegants de gas.

## Descobriment
Entre 1932 i 1981, els astrònoms pensaven que solament hi havia un núvol: el Núvol d'Oort teoritzat per Ernst Öpik i Jan Oort i que al costat del cinturó de Kuiper eren les úniques reserves de cometes.
Durant la dècada de 1980, els astrònoms es van adonar que el núvol principal podria tenir un núvol interior d'entre 3.000 ua i 20.000 ua del Sol. La majoria de les avaluacions de la població del Núvol de Hills donen entre 5 i 10 vegades les del núvol exterior, al voltant de 20.000 milions, encara que la xifra podria ser fins a 10 vegades major.
El principal model de "núvol intern" va ser proposat en 1981 per l'astrònom JG Hills, que li va donar el seu nom.
No obstant això, el núvol de Hills va atreure l'atenció només a partir de 1991, quan els científics van començar a pensar en la teoria de Hill.

## Possibles objectes del Núvol d'Hills
Els cossos en el núvol de Hills estan fets principalment de gel d'aigua, metà i amoníac. Es coneixen molts cometes procedents del núvol de Hills, com el Cometa Hyakutake. No obstant això, tres estan pendents de catalogar:
| Nom        | Diàmetre (km) | Periheli (UA) | Afeli (UA) | Descobriment |
| ---------- | ------------- | ------------- | ---------- | ------------ |
| 2000 CR105 | 253           | 44,3          | 397        | 2000         |
| Sedna      | 1.200-1.600   | 76,1          | 975        | 2003         |
| 2000 OO67  | 28-87         | 20,8          | 1.068,2    | 2000         |
| 2006 SQ372 | 50-100        | 24,17         | 2.005,38   | 2006         |

Alguns objectes molt estranys podrien ser part del núvol de Hills. Una gran quantitat de misteri embolica a 2008 KV42, amb la seva òrbita retrògrada que podria fer que s'originen en el Núvol de Hills, com també fins i tot del Núvol d'Oort. El mateix ocorre amb els damocloides, els orígens de la qual estan en dubte, com 5335 Dàmocles.